# Тим Хенман
Тимоти Хенри „Тим“ Хенман (енгл. Timothy Henry "Tim" Henman; 6. септембар 1974, Оксфорд, Енглеска, Уједињено Краљевство) је бивши британски тенисер, који је професионално играо тенис од 1993. до 2007. године. Он је први британски тенисер још од 1970. који је достигао полуфинале Вимблдона.
Достигао је шест гренд слем полуфинала, освојио 11 титула у каријери, од тога једну из АТП Мастерс серије, а био је и 4. тенисер света. Повукао се 2007. након мечева Дејвис купа које је Британија добила против Хрватске.

## АТП Мастерс финала

### Појединачно

#### Победе (1)
| Година | Турнир | Противник у финалу | Резултат      |
| 2003   | Париз  | Андреј Павел       | 6–2, 7–6, 7–6 |

#### Порази (3)
| Година | Турнир       | Противник у финалу | Резултат |
| 2000.  | Синсинати    | Томас Енквист      | 7–6, 6–4 |
| 2002.  | Индијан Велс | Лејтон Хјуит       | 6–1, 6–2 |
| 2004.  | Индијан Велс | Роџер Федерер      | 6–3, 6–3 |

### Парови (2)

#### Победе (2)
| Година | Турнир      | Партнер        | Противници у финалу          | Резултат |
| ------ | ----------- | -------------- | ---------------------------- | -------- |
| 1999.  | Монте Карло | Оливије Делетр | Јиржи Новак Давид Рикл       | 6–2, 6–3 |
| 2004.  | Монте Карло | Ненад Зимоњић  | Гастон Етлис Мартин Родригез | 7-6, 6-2 |

## АТП финала

### Појединачно (31)

#### Победе (13)
| Легенда                |
| Гренд слем (0)         |
| Тенис Мастерс Куп (0)  |
| АТП Мастерс серија (1) |
| АТП титуле (10)        |
| Чаленџери (2)          |

| Бр. | Датум               | Турнир                        | Подлога | Протицник у финалу | Резултат           |
| 1.  | 23. октобар 1995.   | Сеул, Јужна Кореја            | Шљака   | Виченцо Сантопадре | 6–2, 4–6, 6–4      |
| 2.  | 13. новембар 1995.  | Реинион, Француска            | Тврда   | Патрик Баур        | 1–6, 6–3, 7–6      |
| 3.  | 6. јануар 1997.     | Сиднеј, Аустралија            | Тврда   | Карлос Моја        | 6–3, 6–1           |
| 4.  | 8. септембар 1997.  | Ташкент, Узбекистан           | Тврда   | Марк Росе          | 7–6, 6–4           |
| 5.  | 14. септембар 1998. | Ташкент, Узбекистан           | Hard    | Јевгени Кафељников | 7–5, 6–4           |
| 6.  | 5. октобар 1998.    | Базел, Швајцарска             | Тврда   | Андре Агаси        | 6–4, 6–3, 3–6, 6–4 |
| 7.  | 9. октобар 2000.    | Беч, Аустрија                 | Тврда   | Томи Хас           | 6–4, 6–4, 6–4      |
| 8.  | 20. новембар 2000.  | Брајтон, Уједињено Краљевство | Тврда   | Доминик Хрбати     | 6–2, 6–2           |
| 9.  | 12. фебруар 2001.   | Копенхаген, Данска            | Тврда   | Андреас Винчигера  | 6–3, 6–4           |
| 10. | 22. октобар 2001.   | Базел, Швајцарска             | Тврда   | Роџер Федерер      | 6–3, 6–4, 6–2      |
| 11. | 31. децембар 2001.  | Аделејд, Аустралија           | Тврда   | Марк Филипусис     | 6–4, 6–7, 6–3      |
| 12. | 28. јул 2004.       | Вашингтон, САД                | Тврда   | Фернандо Гонзалез  | 6–3, 6–4           |
| 13. | 27. октобар 2003.   | Париз, Француска              | Тепих   | Андреј Павел       | 6–2, 7–6, 7–6      |

### Парови (9)

#### Победе (7)
| Бр. | Датум | Турнир                          | Подлога | Партнер         | Противници у финалу               | Резултат      |
| 1.  | 1995  | Манчестер, Уједињено Краљевство | Трава   | Марк Печи       | Масимо Бертолини Дијего Нарђисо   | 6–3, 6–4      |
| 2.  | 1995  | Азорска острва, Португал        | Тврда   | Давид Сакеану   | Нуно Маркеш Крис Вилкинсон        | 6–2, 6–2      |
| 3.  | 1995  | Сеул, Јужна Кореја              | Шљака   | Ендру Ричардсон | Филипо Месори Винченцо Сантопадре | 6–2, 6–1      |
| 4.  | 1997  | Базел, Швајцарска               | Тепих   | Марк Росе       | Карстен Враш Џим Греб             | 7–6, 6–7, 7–6 |
| 5.  | 1999  | Лондон, Уједињено Краљевство    | Тепих   | Грег Руседски   | Бајрон Блек Вејн Фереира          | 6–3, 7–6      |
| 6.  | 1999  | Монте Карло, Монако             | Шљака   | Оливије Делетр  | Јиржи Новак Давид Рикл            | 6–2, 6–3      |
| 7.  | 2004  | Монте Карло, Монако             | Шљака   | Ненад Зимоњић   | Гастон Етлис Мартин Родригез      | 7–5, 6–2      |

#### Порази (3)
| Бр. | Датум | Турнир                        | Подлога | Партнер            | Противници у финалу             | Резултат      |
| 1.  | 1995  | Реинион                       | Трава   | Ендру Ричардсон    | Јанија Думбија Фабрис Санторо   | 1-6, 6–3, 6–1 |
| 2.  | 1996  | Олимпијске игре, Атланта, САД | Тврда   | Нил Броуд          | Тод Вудбриџ Марк Вудфорд        | 6–4, 6–4, 6–2 |
| 3.  | 2000  | Ротердам, Холандија           | Тврда   | Јевгени Кафељников | Дејвид Адамс Џон-Лафни де Џегер | 5–7, 6–2, 6–3 |

## Награде
- 1996: Тенисер који је највише напредовао по избору АТП